# 蒙莱里
蒙莱里（法語：Montlhéry，法語發音：[mɔ̃leʁi] ⓘ）是法国法兰西岛大区埃松省内的一个市镇，属于帕莱索区。

## 历史
蒙莱里是位于巴黎与奥尔良之间的战略要地，曾属古高卢地，被罗马人称作“Mons Aetricus”。梅罗文加王朝（另译墨洛溫王朝）时期，由兰斯教会管辖；至768年归与巴黎圣但尼修道院。蒙莱里尤以其古堡著称，尽管如今只有一座高塔兀立。此城堡最初建于991至1015年间，后于11世纪时重建。在这里曾经发生过多次蒙莱里领主与法王之间的战争。

## 地理
蒙莱里（48°38'19"N, 2°16'20"E）面积3.28 平方千米，位于法国法蘭西島大區埃松省，巴黎以南约25公里。
与蒙莱里接壤的市镇（或旧市镇、城区）包括：诺宰、利纳斯、奥尔日河畔隆蓬、马尔库西、布瓦城。
蒙莱里的时区为UTC+01:00、UTC+02:00（夏令时）。

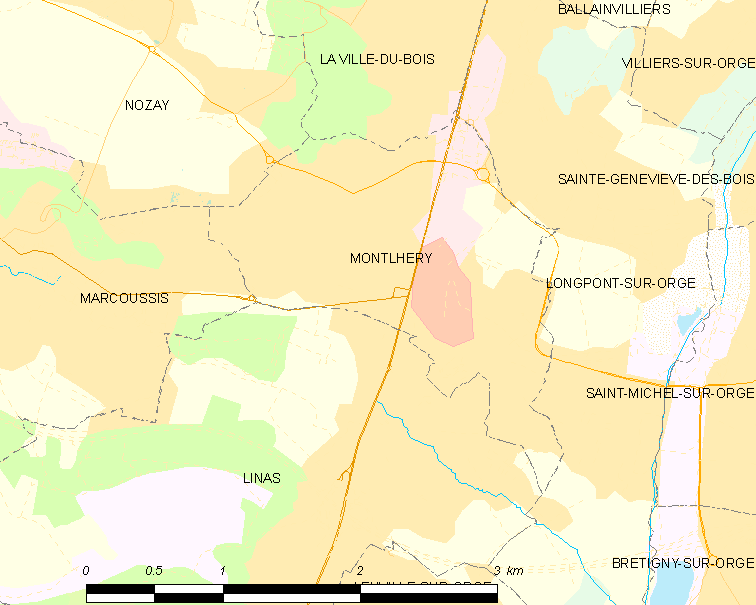
蒙莱里的OSM定位图

## 行政
蒙莱里的邮政编码为91310，INSEE市镇编码为91425。

## 政治
蒙莱里所属的省级选区为隆瑞莫县。

## 文化
另一个使蒙莱里闻名的是1924年建造的“蒙莱里赛车场”，那里的椭圆形跑道上曾经诞生了不少车速世界记录。尽管现在已经不再被用作赛车的场地，“蒙莱里弯道”这个词成为了专指一种特殊设计的弯道的说法仍一直沿用。

## 人口

1962-2008年间蒙莱里人口变化图示

蒙莱里于2022年1月1日时的人口数量为9238人。